# كامبلتون
كامبلتون (بالإنجليزية: Campbellton)‏ هي مدينة أمريكية تقع في ولاية فلوريدا. تبلغ مساحة هذه المدينة 2.3 (كم²)،ويبلغ عدد سكانها 212 نسمة حسب إحصاء سنة 2010 م 212.تشير إحصاءات سنة 2000م بأن الكثافة السكانية في هذه المدينة تقدر بـ(92.2) نسمة/كم2 